# Secret Messages
Secret Messages (deutsch: „Geheime Botschaften“) ist das elfte Studioalbum der britischen Band Electric Light Orchestra (ELO).

## Hintergrund
Secret Messages wurde auf Platz sechs der deutschen Albumcharts und Platz vier der britischen Charts gelistet. In den Vereinigten Staaten erreichte das Album Position 36 der Billboard 200.
Alles Songs auf dem Album wurden von Jeff Lynne geschrieben.
Das Cover des Albums (Design: David Costa) stellt in einem stilisierten Bilderrahmen bildliche Zitate aus verschiedenen historischen Gemälden und Statuen als Collage dar. Im Bildhintergrund des insgesamt in bräunlich-blauen Farben gehaltenen Covers sind etliche Ablufttürme von Kraftwerken zu sehen. Im rechten Bildbereich schauen die Bandmitglieder aus den Fenstern eines Hauses zu.
Beispielsweise ist dort die Venus von Milo abgebildet, in der Bildmitte ist ein Zehnenderhirsch zu sehen, und ein Sandro Botticelli nachempfundener Engel greift nach dem ELO-Logo.
Auf der Rückseite sind verschiedene Etiketten auf einer Holzkiste abgebildet, die einerseits die Titelliste wiedergeben und andererseits Texte wie z. B. „WARNING CONTAINS SECRET BACKWARD MESSAGES“ oder „Brought of C.U.RUTTOCK AND E.V.NABBE“ (Anspielungen auf Kelly Groucutt und Bev Bevan) sowie weitere Akronyme auf Jeff Lynne („F.Y.J. F ENN EL“) und Richard Tandy („T.D. RYAN“).
Auf dem Innencover sind die Liedtexte wiederum in einem stilisierten Bilderrahmen abgedruckt.

## Titelliste
| 1. Secret Messages – 4:50 2. Loser Gone Wild – 5:17 3. Bluebird – 4:11 4. On and On – 4:57 1. Four Little Diamonds – 3:55 2. Stranger – 4:27 3. Danger Ahead – 3:44 4. Letter from Spain – 2:50 5. Train of Gold – 4:19 6. Rock and Roll Is King – 3:07 |